# Walter Weiler
Walter Weiler (4 de dezembro de 1903 - 4 de maio de 1975) foi um futebolista suíço. Ele competiu na Copa do Mundo FIFA de 1934, sediada na Itália, na qual a seleção de seu país terminou na sétima colocação dentre os 16 participantes.